# Megalofalia
Megalofalia, penomegalia ou macropênis é uma condição médica rara caracterizada pelo crescimento anormalmente grande do pênis. Essa condição pode ser congênita ou adquirida devido a fatores hormonais, genéticos ou outras condições médicas. A condição também é chamada de falomegalia, macrofalo, macrofalossomia e megalopénis.
Alguns consideram erroneamente à macrofalossomia uma doença como tal, chegando à relacionar inclusive com a elefantíase e a acromegalia, sendo esta, a macrofalossomia, uma condição genética, dependente principalmente dos caracteres sexuais herdados pelo indivíduo através de seus progenitores. É sozinho em casos muito excepcionais de macrofalóssomos que lhe pode chegar a considerar como uma doença por si mesma quando o indivíduo em questão, sendo já um homem adulto, não adolescente, segue apresentando um lento e progressivo crescimento do pene ao longo do tempo, mas nestes casos muito particulares, o crescimento peniano pós-puberdade não se deve de nenhum modo a causas genéticas, obedecendo a uma desordem de carácter hormonal, localizado a nível da glándula hipófise.
Um comprimento do pênis 2,5 desvios padrão acima da média relacionada à idade é considerado incomumente grande em recém-nascidos.
Em algumas síndromes pode ocorrer um macropênis:
- Síndrome de Ruvalcaba-Myhre-Smith
- Lipodistrofia progressiva
- Síndrome de Roberts
- Síndrome de Lenz
- Síndrome de Beckwith-Wiedemann